# Tholeiitisch
Tholeiitisch slaat in de petrologie en vulkanologie op subalkalien stollingsgesteente, magma of lava dat relatief verrijkt is in ijzer ten opzichte van magnesium en relatief weinig alkalimetalen (natrium en kalium) bevat. Hoe hoger de concentratie silica (SiO2), des te groter de verrijking in ijzer is. Een tholeiitische samenstelling is karakteristiek voor mid-oceanische ruggen, maar komt ook veel voor bij vloedbasalten en in mindere mate bij andere plaattektonische omstandigheden. Het is de meest voorkomende samenstelling van magma of stollingsgesteente aan het aardoppervlak. Het bovenste deel van oceanische lithosfeer bestaat voor het grootste deel uit tholeiitisch basalt.
De naam komt van Tholey in het Duitse Saarland, waar andesiet met een tholeiitische samenstelling wordt gevonden.
De tholeiitische magmaserie bevat gesteente dat als basalt, andesiet, daciet en ryoliet wordt geclassificeerd, of de plutonische varianten daarvan. De naam "tholeiiet" wordt echter alleen gebruikt voor basalt met een tholeiitische samenstelling. Wanneer stollingsgesteenten in hetzelfde gebied tot dezelfde magmaserie behoren, wordt meestal aangenomen dat ze een oorsprong in een gelijk magmareservoir hebben, en dat de onderlinge verschillen het gevolg zijn van magmadifferentiatie.